# Centrale hydroélectrique de Kamburu
La centrale hydroélectrique de Kamburu, (anglais : Kamburu Hydroelectric Power Station) également appelé barrage de Kamburu (anglais : Kamburu Dam) est un barrage en remblai à base de roches et de terre situé sur la rivière Tana au Kenya.
Le barrage chevauche la frontière des comtés d'Embu et de Machakos dans la province de l'Est du Kenya.
L'objectif principal du barrage est la production d'énergie hydroélectrique par l’intermédiaire d'une centrale électrique de 93 MW.

## Financement
La Banque mondiale a assuré le financement à hauteur de 23 millions USD sur les 47 millions USD du coût du projet. La centrale est exploitée par la Kenya Electricity Generating Company et fait partie du programme Seven Forks,.

## Barrage
Le barrage de 52 m de haut a une longueur de crête de 900 m. Lorsqu'il est entièrement mis en eau, le réservoir couvre une superficie d'environ 60 km2 et contient 123 000 000 m3. Le barrage a un déversoir avec quatre vannes. La centrale est située sous terre juste en dessous de la culée gauche et contient trois turbo-générateurs Francis 31 MW. La différence d'altitude entre le réservoir et la centrale électrique donne une charge hydraulique nette de 82 m. L'eau évacuée de la centrale parcourt 3 040 m par un tunnel de fuite avant d'atteindre le Tana au réservoir Gitaru.
Le débit de la rivière Tana fluctue considérablement : la moyenne est de 94 m3/s, le maximum de 1 926 m3/s et le minimum de 17 m3/s. Il existe deux saisons des pluies : la première dure généralement d'avril à juin, la seconde de novembre à décembre.

## Centrale électrique
La construction de la centrale électrique a commencé le 29 juin 1971. La centrale a été mise en service le 5 juillet 1974. Elle appartient à la Kenya Electricity Generating Company (KenGen), qui en assure l'exploitation. Kamburu est la deuxième plus grande centrale hydroélectrique construite après l'indépendance du Kenya, après celle de Kindaruma.
Avec une puissance installée de 94,2 MW, la centrale de Kamburu est l'une des centrales hydroélectriques de taille moyenne du Kenya. La production annuelle moyenne fluctue avec le débit du fleuve Tana : elle était de 348 millions de kWh en 2008 et de 489 millions de kWh en 2007.
La Banque internationale pour la reconstruction et le développement (BIRD) a estimé la production annuelle moyenne avant la construction de la centrale à 355 millions de kWh, bien qu'il faille noter qu'à cette époque la centrale de Masinga avec son lac de stockage n'avait pas encore été construite, en effet le réservoir de Masinga joue un rôle essentiel dans la régulation du débit d'eau des centrales électriques situées en aval.
Les trois machines de la centrale ont été mises en service le 5 juillet 1974. Les turbines Francis de la centrale ont une puissance maximale de 31,4 MW chacune et les générateurs 37 MVA. Les turbines ont été fournies par Litostroj, les générateurs par le groupe Končar.
La hauteur de chute maximale est de 82 m.

## Autour du projet
Le coût total de la centrale électrique est de 47 millions de dollars. La BIRD a estimé  en février 1971 le coût total du projet (y compris une ligne de 220 kV de 104,5 km de long jusqu'à Nairobi et une ligne de 132 kV de 14,5 km de long jusqu'à la centrale électrique de Kindaruma à 37,469 millions USD.
Le 7 juin 1971, la BIRD a accordé un prêt de 23 millions USD à la Tana River Development Company Limited pour la construction de la centrale. La vente de l'électricité produite se situe à un prix de 3 US cents par kWh. L'amortissement du barrage est prévu sur 80 ans et celui des composants électriques et mécaniques de la centrale sur 30 ans.
La centrale fait partie d'une chaîne de cinq centrales hydroélectriques sur le fleuve Tana : Masinga, Kamburu, Gitaru, Kindaruma et Kiambere, qui ensemble atteignent une capacité installée de 567 MW. Des études de faisabilité pour l'expansion de l'hydroélectricité sur la rivière Tana ont été réalisées dans les années 1970, qui prévoyaient une cascade de onze centrales électriques. Cependant, seuls les cinq citées ont été réalisés.

## Voir également
- Centrale hydroélectrique de Masinga
- Centrale hydroélectrique de Gitaru
- Liste des centrales électriques au Kenya
- Liste des centrales hydroélectriques en Afrique